# SN 2005ks
SN 2005ks – supernowa typu Ic odkryta 4 listopada 2005 roku w galaktyce A213756-0001. W momencie odkrycia miała maksymalną jasność 22,50m.